# Francisco Villagrán de León
José Francisco Villagrán de León (Ciudad de Guatemala, 29 de marzo de 1954–Washington D. C., 18 de mayo de 2024)  fue un académico, catedrático, diplomático y escritor guatemalteco.
Se desempeñó como embajador de Guatemala en la Organización de los Estados Americanos, Canadá, la Organización de las Naciones Unidas, Alemania, Noruega, Dinamarca y Estados Unidos, también fue viceministro de Relaciones Exteriores en 1986 y asesor y enviado presidencial en Estados Unidos, posición que ejerció desde febrero de 2024 hasta su fallecimiento.

## Primeros años y educación
Villagrán nació el 29 de marzo de 1954 en la Ciudad de Guatemala, hijo del periodista y exvicepresidente de Guatemala Francisco Villagrán Kramer y Alba Ruth de León Méndez. Obtuvo una licenciatura en Derecho y Ciencias Sociales por la Universidad Rafael Landívar, y además una maestría en Relaciones Internacionales en la Universidad de Georgetown.

## Carrera diplomática
En la década de 1980, trabajó en la Embajada de Guatemala en Estados Unidos. Posteriormente, fue nombrado representante alterno de Guatemala ante la Organización de los Estados Americanos (OEA). Fue brevemente viceministro de Relaciones Exteriores en 1986, luego, de 1987 a 1988, fue enviado como representante permanente de Guatemala ante la OEA, cargo que ocupó nuevamente de 2005 a 2008.
Fue embajador permanente ante la Organización de las Naciones Unidas en Nueva York de 1988 a 1991, y representante ante la Oficina de la Organización de las Naciones Unidas en Ginebra de 2013 a 2015. Fue embajador en Canadá de 1994 a 1998, embajador en Noruega y Dinamarca de 1998 a 2000, y embajador en Alemania de 2000 a 2001. Fue nombrado como embajador ante los Estados Unidos de América en dos ocasiones, de 2008 a 2011 y de 2012 a 2013.
Continuó residiendo en Estados Unidos mientras obtuvo un puesto como profesor en la Universidad George Washington.
En el aspecto político, Villagrán fue miembro fundador del partido político Movimiento Semilla.
Durante la crisis política de 2023 en Guatemala, Villagrán comenzó a asesorar a Bernardo Arévalo, –en ese momento candidato y luego, presidente electo– para comunicarse con las principales esferas políticas en Estados Unidos, logrando que congresistas, senadores y funcionarios gubernamentales de manera bipartidista apoyaran los resultados electorales.
Luego de la juramentación de Arévalo, se especulaba que sería nombrado como ministro de Relaciones Exteriores o embajador en Estados Unidos, sin embargo, Arévalo lo designó como «asesor y enviado presidencial» en febrero de 2024. Villagrán fue considerado como la segunda persona a quien más «escuchaba» el presidente Arévalo y se le atribuyó la responsabilidad de haber organizado el primer viaje de Arévalo por Europa.

## Fallecimiento
Villagrán falleció durante la madrugada del 18 de mayo de 2024 en un hospital en Washington D. C., Estados Unidos. Se encontraba hospitalizado luego de sufrir una caída el día anterior mientras salía de un restaurante. El presidente Bernardo Arévalo hizo pública la noticia,  varios funcionarios guatemaltecos y estadounidenses, así como diplomáticos también lamentaron el fallecimiento.